# Esperanza texana
Esperanza texana är en insektsart som beskrevs av Barber 1906. Esperanza texana ingår som enda art i släktet Esperanza och familjen krumhornskinnbaggar. Inga underarter finns listade i Catalogue of Life.